# Torpedo Zaporizja
FK Torpedo Zaporizja (Oekraïens: Фк «Торпедо» Запоріжжя) is een Oekraïense voetbalclub uit Zaporizja. De club werd opgericht in 1982.
In 1991 speelde de club in de derde klasse van de Sovjet-Unie, daarna viel het land uit elkaar en werd Oekraïne onafhankelijk. Torpedo werd geselecteerd voor de nieuwe eerste klasse die in het eerste seizoen in twee poules van tien clubs beslecht werd. Torpedo werd vierde in poule A. De volgende seizoenen werd de club dertiende en eindigde ook twee keer op de zevende plaats. Nadat degradatie net ontlopen werd in 1997 kon deze echter niet meer afgewend worden in 1998. 
De club kon meteen terugpromoveren maar ging dan bankroet en werd door de voetbalbond uitgesloten. Voor seizoen 2002/03 keerde de club nog terug naar de derde klasse maar werd laatste en degradeerde opnieuw naar het amateurniveau.